# パラダイムシフト (Brian the Sunの曲)
「パラダイムシフト」は、日本のロックバンド・Brian the Sunのメジャー5枚目のシングル。2019年11月20日にEpic Records Japanから発売された。

## 概要
前作「Lonely Go!」から約10ヶ月ぶりのシングル。
表題曲「パラダイムシフト」は、テレビアニメ『真・中華一番！』の前期エンディングテーマとなっている。前作同様、これまでアニメタイアップで数々のヒット曲を手掛ける江口亮氏がアレンジャーとして参加。
初回生産限定盤にはアニメノンクレジット・エンディングムービーに加え、「パラダイムシフト」Music Video、そしてアメリカ・テキサスでのロードムービー的ドキュメント映像をDVDで収録。

## 収録曲

### CD（通常盤）
1. パラダイムシフト [3:58] 
  - テレビアニメ『真・中華一番！』前期エンディングテーマ
2. still fish [4:35]
3. パラダイムシフト (Instrumental) [3:57]

### CD（初回生産限定盤）
1. パラダイムシフト [3:58]
2. still fish [4:35]
3. パラダイムシフト (アニメver.) [1:33]

### DVD（初回生産限定盤のみ）
1. TVアニメ「真・中華一番!」ノンクレジット・エンディングムービー
2. BtS in Dallas(Document Movie)